# Начелник Генералштаба Војске Србије
Начелник Генералштаба Војске Србије (НГШ ВС) је генерал који се налази на челу Генералштаба Војске Србије.

## Делокруг
Начелник Генералштаба:
- предлаже план развоја и опремања Војске Србије;
- поставља, унапређује и разрешава официре Војске Србије у Војсци Србије до чина капетана и одлучује о престанку њихове службе, на предлог непосредно потчињених команданата;
- даје мишљење министру одбране на његов предлог за постављење, унапређење и разрешење и престанак службе генерала и старешина на дужности за које је формацијом утврђен чин генерала;
- поставља, унапређује, и разрешава подофицире и професионалне војнике и распоређује цивилна лица на служби у Војсци Србије и одлучује о престанку њихове службе;
- предлаже план попуне Војске Србије и бројни распоред регрута у Војсци Србије;
- доноси правила о обуци Војске Србије;
- доноси правила којима се уређује цивилно-војна сарадња;
- утврђује планове обуке и усавршавања професионалних војних лица и лица у резервном саставу;
- обавља и друге послове утврђене законом о војсци.

Начелник Генералштаба и старешине Војске Србије командују и руководе Војском Србије у складу са законом и актима командовања претпостављених.
За извршавање аката које доноси председник Републике, односно министар одбране и послова командовања Војском Србије, као и других послова утврђених законом, начелник Генералштаба доноси правила, наредбе, упутства, директиве, одлуке и наређења.

## Начелници генералштаба

### Српске војске (1876—1918)
| Слика | Име                       | Чин                    | Време службовања                       | Напомена                                                                |  |
| ----- | ------------------------- | ---------------------- | -------------------------------------- | ----------------------------------------------------------------------- |  |
|       | Франтишек Зах             | генерал                | 1876 — 1877.                           | први и једини странац начелник                                          |  |
|       | Јован Драгашевић          | генералштабни пуковник | 1877 — 1878.                           | вршилац дужности, од 1900. почасни генерал                              |  |
|       | Коста Протић              | генерал                | 1878 — 1879.                           | вршилац дужности                                                        |  |
|       | Милојко Лешјанин          | генерал                | 1879 — 1880.                           |                                                                         |  |
|       | Јован Анђелковић          | генерал                | 1880 — 1882.                           | вршилац дужности                                                        |  |
|       | Милојко Лешјанин          | генерал                | 1882 — 1885.                           |                                                                         |  |
|       | Милојко Лешјанин          | генерал                | 1886 — 1888.                           |                                                                         |  |
|       | Јован Мишковић            | генерал                | 1888 — 1890.                           |                                                                         |  |
|       | Радомир Путник            | генералштабни пуковник | 1890 — 1892.                           | вршилац дужности                                                        |  |
|       | Јован Мишковић            | генерал                | 1893 — 1896.                           |                                                                         |  |
|       | Јован Атанацковић         | генерал                | 1897 — 1898.                           | вршилац дужности                                                        |  |
|       | Димитрије Цинцар-Марковић | генерал                | 1901 — 1902.                           |                                                                         |  |
|       | Светозар Нешић            | генералштабни пуковник | 1902 — 1903.                           | вршилац дужности                                                        |  |
|       | Радомир Путник            | генерал                | 1903 — 1904.                           |                                                                         |  |
|       | Живојин Мишић             | генералштабни пуковник | 1904.                                  | вршилац дужности                                                        |  |
|       | Радомир Путник            | генерал                | 1904 — 1905.                           |                                                                         |  |
|       | Александар Машин          | генералштабни пуковник | 1905 — 1906.                           | вршилац дужности                                                        |  |
|       | Петар Бојовић             | генералштабни пуковник | 1906 — 1908.                           | вршилац дужности                                                        |  |
|       | Радомир Путник            | генерал / војвода      | 1908 — 1912. 1912 — 1914. 1914 — 1915. | начелник Штаба врховне команде 1912—1913. и 1914—1915.                  |  |
|       | Петар Бојовић             | генерал                | 1915 — 1916. 1916 — 1918.              | вршилац дужности 1915—1916. и начелник Штаба врховне команде 1916—1918. |  |
|       | Живојин Мишић             | војвода                | 1918.                                  | начелник Штаба врховне команде                                          |  |

### Војске Србије (од 2006)
| Слика | Име              | Чин                 | Време службовања                         |
| ----- | ---------------- | ------------------- | ---------------------------------------- |
|       | Здравко Понош    | генерал-потпуковник | 12. децембар 2006 — 30. децембар 2008.   |
|       | Милоје Милетић   | генерал             | 15. фебруар 2009 — 12. децембар 2011.    |
|       | Љубиша Диковић   | генерал             | 12. децембар 2011. — 14. септембар 2018. |
|       | Милан Мојсиловић | генерал             | 14. септембар 2018. — данас              |